# Antena HD
Antena HD – polski kanał telewizyjny należący do MWE Networks skierowany przede wszystkim do osób w wieku powyżej 50 lat (od 2022 na antenie stacji pojawiają się także produkcje skierowane do młodszego widza, jak seriale wykupione z archiwum ATM Rozrywka).

## Historia
Stacja wygrała ogłoszony przez Krajową Radę Radiofonii i Telewizji konkurs na miejsce w pierwszym multipleksie naziemnej telewizji cyfrowej po kanale ATM Rozrywka. Kanał początkowo miał nosić nazwę Silver TV, ale kilka miesięcy wcześniej Beata Borucka uruchomiła telewizję internetową o tej samej nazwie – oznakowanie stacji Michała Winnickiego zostało zatem zmienione.
23 kwietnia 2021 roku ruszyła emisja testowa w naziemnej telewizji cyfrowej. Stacja pojawiła się pod tymczasową nazwą Silver TV i nadawała w jakości HD sygnał kanału Power TV (również należącego do MWE Networks). Oficjalny start kanału (z logiem Antena HD, bez względu na standard emisji) nastąpił 1 maja 2021 roku o godzinie 6.00 transmisją Jutrzni. Krajowa Rada Radiofonii i Telewizji przyznała koncesję na emisję pod pierwotną nazwą kanału, z tego powodu odbiorniki naziemnej telewizji cyfrowej identyfikowały ją jako SILVER TV; nazwa ta widniała również na ekranie obok oznaczenia wiekowego. 10 grudnia 2021 roku Krajowa Rada Radiofonii i Telewizji wydała decyzję, w której zezwoliła na zmianę oficjalnej nazwy stacji na Antena HD; w połowie grudnia dodatkowe oznaczenie na ekranie (SILVER TV) zniknęło.

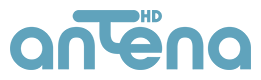
Logo stacji w pierwszej kolorystyce

Od maja do grudnia 2021 roku dyrektorką programową kanału była Hanna Baka. W lipcu 2022 roku jej miejsce zajął Karol Warda.
Sprzedaż czasu antenowego dla reklamodawców oraz promocję stacji powierzono Biuru Reklamy Telewizji Polskiej.

## Oferta programowa
Kanał jest skierowany głównie do osób powyżej 50. roku życia. W skład pierwszej ramówki stacji weszły m.in. seriale: Moda na sukces, Bonanza, Matki, żony i kochanki oraz Tata, a Marcin powiedział, transmisje nabożeństw, audycje muzyczne, widowisko rozrywkowe Kabaretowy szał oraz programy typu ukryta kamera. W czerwcu 2021 roku rozpoczęto emisję polskiego serialu komediowego Święta wojna, we wrześniu zaś sitcomu Pomoc domowa. Z końcem maja 2022 obie produkcje zostały zdjęte z anteny, a w ramówce kanału pojawiły się wykupione przez spółkę właściciela stacji, Michała Winnickiego seriale Kozetka i Zameldowani, które były pierwotnie wyprodukowane dla kanału ATM Rozrywka, zlikwidowanego w 2021. Od maja 2023 do czerwca 2024 stacja emitowała serial Columbo. Wkrótce ramówkę poszerzono o kolejne seriale, takie jak Łowcy skarbów, Gliniarz i prokurator czy Detektyw w sutannie oraz programy Australijscy poszukiwacze złota i Celnicy. 

### Produkcja własna
Sztandarowym programem produkowanym przez MWE Networks jest 77TV (premiera: 2023).
Pierwszą produkcją własną stacji jest Cyfrowy niezbędnik (premiera: maj 2021) – poradnik dla seniorów przybliżający zagadnienia dotyczące technologii, w tym Internetu, prowadzony przez Pawła Pilarczyka.

## Dostępność
Kanał zajął miejsce w pierwszym multipleksie naziemnej telewizji cyfrowej po stacji ATM Rozrywka. Pojawił się także w ofercie takich operatorów, jak: Vectra, Multimedia, Toya, Orange, Promax.
10 czerwca 2021 roku rozpoczęto emisję niekodowanego sygnału stacji z satelity Eutelsat Hot Bird 13E (przekazywanego przez Canal+ oraz Orange TV).
Umożliwiono także odbiór stacji przez Internet – za pośrednictwem serwisów WP Pilot i na Gonet.tv.